# Demian Maia
Demian Maia Baptista (San Paolo, 6 novembre 1977) è un lottatore di arti marziali miste brasiliano.
Ha combattuto nella categoria dei pesi welter e in quella dei pesi medi per l'organizzazione statunitense UFC, dove è stato contendente al titolo in entrambe le categorie, venendo sconfitto dal campione in carica dei pesi medi Anderson Silva, mentre nel 2017 ha lottato per il titolo dei pesi welter, venendo anche qui sconfitto dal campione in carica Tyron Woodley.
È stato premiato Breakthrough Fighter of the Year ai Fighters Only World MMA Awards nel 2008.
Nel submission grappling ha vinto il prestigioso torneo ADCC Submission Wrestling World Championship nel 2007 lottando nella categoria fino agli 88 kg.

## Caratteristiche tecniche
Spesso indicato come un lottatore monodimensionale, Demian Maia è un esperto nella lotta a terra grazie ad un invidiabile background nel jiu jitsu brasiliano, che lo rende uno dei più forti grappler della storia delle arti marziali miste; risulta invece molto carente nella parte di striking.

## Carriera nelle arti marziali miste

### Inizi
Con un background focalizzato principalmente su Judo, Kung fu, Karate e Jiu jitsu brasiliano, Maia combatte i suoi primi incontri all'estero, il primo in Venezuela nel 2001 e il secondo in Finlandia nel 2005, entrambi vinti.
Nel 2006 vince il torneo Super Challenge di Rio de Janeiro, e dal 2007 inizia a lottare negli Stati Uniti con l'unico incontro della sua carriera per l'associazione GFC.

### Ultimate Fighting Championship
A fine 2007 entra nell'UFC con un record da professionista di 6-0.
L'inizio è eccezionale e vince ben cinque incontri consecutivi, tutti con eccezionali tecniche di sottomissione del Jiu jitsu brasiliano; a farne le spese anche il forte Chael Sonnen.
Perde il suo primo incontro nel 2009 contro Nate Marquardt per KO al primo round, ma la successiva vittoria contro Dan Miller rafforza la credibilità nei suoi confronti ed ottiene la possibilità di sfidare il campione dei Pesi medi in carica, il connazionale Anderson Silva.
L'incontro per il titolo dei Pesi Medi UFC si svolge il 10 aprile 2010 ad Abu Dhabi e vede Maia perdere ai punti una sfida noiosa e controversa, dove lo sfidante è apparso troppo titubante nell'attaccare il campione, più aggressivo, il quale ha rivolto allo sfidante insulti e sbeffeggi, di cui lo stesso Maia si è lamentato nel post-match.
Il match successivo ad UFC on FOX 2 avrebbe dovuto svolgersi contro Michael Bisping ma quest'ultimo venne scelto come rimpiazzo dell'infortunato Mark Muñoz nella sua sfida contro Chael Sonnen, così l'avversario del brasiliano divenne Chris Weidman: Maia venne sconfitto per decisione dei giudici di gara con un punteggio discutibile in un incontro quasi interamente di kickboxing.
Dopo aver subito la sua quarta sconfitta in carriera Maia prende la decisione di scendere nella categoria dei pesi welter.
L'esordio nella nuova divisione di peso è positivo e fortunato, in quanto sconfigge rapidamente il sudcoreano Kim Dong-hyun a causa di un infortunio di quest'ultimo.
Successivamente torna alla vittoria per sottomissione con un neck crank nel primo round ai danni di Rick Story nel suo primo incontro in terra brasiliana da quando è in UFC e a sei anni di distanza dall'ultimo match nel suo paese natale.
Nel febbraio 2013 ottiene l'allora vittoria più importante in carriera nella categoria dei pesi welter quando sconfigge ai punti in un incontro quasi esclusivamente di grappling l'ex contendente al titolo dei pesi welter Jon Fitch, il quale da almeno cinque anni era considerato uno dei primi 10 della sua categoria di peso.
In agosto avrebbe dovuto lottare in Brasile contro l'ex contendente al titolo Josh Koscheck, ma quest'ultimo diede forfait causa infortunio a meno di un mese dalla sfida.
La corsa al titolo di Maia venne bruscamente arrestata in ottobre quando in un incontro molto equilibrato venne sconfitto per decisione non unanime dall'ex campione Strikeforce e asso del grappling Jake Shields.
Maia perde anche nel febbraio 2014 contro il talentuoso numero 4 dei ranking Rory MacDonald per decisione unanime dei giudici di gara; entrambi gli atleti vennero premiati con il riconoscimento Fight of the Night.
In maggio avrebbe dovuto affrontare Mike Pierce ma quest'ultimo diede forfait per infortunio, e così Maia affrontò il debuttante russo Alexander Yakovlev vincendo meritatamente ai punti e segnando durante l'incontro il primo knockdown della sua carriera in UFC.
In agosto avrebbe dovuto affrontare Mike Pyle ma Maia diede forfeit causa infortunio.
A marzo del 2015 venne inserito nel main event per affrontare l'americano Ryan LaFlare. Maia dominò i primi quattro round grazie alle sue eccellenti abilità al suolo, riuscendo quasi a sottometterlo con un triangolo di braccio. Al quinto e ultimo round, Maia si ritrovò totalmente senza forze e durante gli ultimi minuti dell'incontro si gettò ripetutamente al suolo per la stanchezza e per evitare il contatto in piedi con l'avversario, perciò l'arbitro John McCarthy lo penalizzò di 1 punto. Nonostante la penalizzazione il brasiliano vinse il match per decisione unanime.
Ad agosto dello stesso anno affrontò nel suo paese natale Neil Magny. Maia dimostro le sue grandi doti nel grappling ottenendo, contro il suo avversario, la posizione montata al tappeto più volte e con grande facilità; ottenne infine la vittoria per sottomissione nel secondo round, applicando la rear-naked choke. Fu anche premiato con il riconoscimento Performance of the Night.
Maia avrebbe dovuto affrontare Gunnar Nelson il 24 ottobre all'evento UFC Fight Night 76 ma il match non si concretizzò a causa di un'infezione allo stafilococco da parte del brasiliano. I due si affronteranno ad UFC 194. Maia dominò l'incontro al tappeto dal primo al terzo round, aggiudicandosi la vittoria per decisione unanime.
A maggio del 2016 affrontò Matt Brown all'evento UFC 198. Nei primi due round dell'incontro, Maia fece prevalere la sua netta superiorità nella lotta a terra, raggiungendo la schiena del suo avversario molto facilmente ma non riuscendo a concretizzare nessuna sottomissione. Alla terza ripresa, Brown sfruttò la stanchezza di Maia a suo vantaggio riuscendo a portare a segno alcuni colpi significativi, ma verso la fine del round il brasiliano ottenne nuovamente la posizione denominata "Back Mount" e con uno strangolamento riuscì a portare a casa una vittoria per sottomissione.
Il 27 agosto affrontò l'ex campione ad interim dei pesi welter UFC Carlos Condit. Dopo quasi due minuti dall'inizio del primo round, Maia riuscì a portare molto facilmente Condit al tappeto con un takedown, per poi raggiungere la posizione montata. Dopo un piccolo scambio a terra, Maia raggiunse le spalle del suo avversario e chiuse il match per sottomissione con uno strangolamento da dietro. Con questa vittoria ottenne il premio Performance of the Night.
Il 13 maggio 2017 affronta Jorge Masvidal vincendo per decisione non unanime mentre il 29 luglio successivo combatte per il titolo contro il campione in carica Tyron Woodley all'evento UFC 214, ma viene sconfitto per decisione unanime al termine di una performance molto carente da parte di entrambi. Successivamente viene sconfitto ancora per decisione da Colby Covington e Kamaru Usman.
Torna alla vittoria contro Lyman Good, ripetendosi poi contro Anthony Rocco Martin.

## Risultati nelle arti marziali miste
| Risultato | Record | Avversario             | Metodo                                   | Evento                                    | Data              | Round | Tempo | Città                    | Note                                                                 |
| --------- | ------ | ---------------------- | ---------------------------------------- | ----------------------------------------- | ----------------- | ----- | ----- | ------------------------ | -------------------------------------------------------------------- |
| Sconfitta | 28-11  | Belal Muhammad         | Decisione (unanime)                      | UFC 263: Adesanya vs. Vettori 2           | 12 giugno 2021    | 3     | 5:00  | Glendale, Stati Uniti    |                                                                      |
| Sconfitta | 28-10  | Gilbert Burns          | KO tecnico (pugni)                       | UFC Fight Night: Lee vs. Oliveira         | 14 marzo 2020     | 1     | 2:34  | Brasilia, Brasile        |                                                                      |
| Vittoria  | 28-9   | Ben Askren             | Sottomissione Tecnica (Rear Naked Choke) | UFC Fight Night: Maia vs. Askren          | 26 ottobre 2019   | 3     | 4:00  | Singapore, Singapore     | Fight of the Night                                                   |
| Vittoria  | 27-9   | Anthony Rocco Martin   | Decisione (maggioranza)                  | UFC on ESPN: Ngannou vs. dos Santos       | 29 giugno 2019    | 3     | 5:00  | Minneapolis, Stati Uniti |                                                                      |
| Vittoria  | 26-9   | Lyman Good             | Sottomissione (rear-naked choke)         | UFC Fight Night: Assunção vs. Moraes 2    | 2 febbraio 2019   | 1     | 2:38  | Fortaleza, Brasile       |                                                                      |
| Sconfitta | 25-9   | Kamaru Usman           | Decisione (unanime)                      | UFC Fight Night: Maia vs. Usman           | 19 maggio 2018    | 5     | 5:00  | Santiago del Cile, Cile  |                                                                      |
| Sconfitta | 25-8   | Colby Covington        | Decisione (unanime)                      | UFC Fight Night: Brunson vs. Machida      | 28 ottobre 2017   | 3     | 5:00  | San Paolo, Brasile       |                                                                      |
| Sconfitta | 25-7   | Tyron Woodley          | Decisione (unanime)                      | UFC 214: Cormier vs. Jones 2              | 29 luglio 2017    | 5     | 5:00  | Anaheim, Stati Uniti     | Per il titolo dei pesi welter UFC                                    |
| Vittoria  | 25-6   | Jorge Masvidal         | Decisione (non unanime)                  | UFC 211: Miocic vs. dos Santos 2          | 13 maggio 2017    | 3     | 5:00  | Dallas, Stati Uniti      |                                                                      |
| Vittoria  | 24-6   | Carlos Condit          | Sottomissione (rear-naked choke)         | UFC on Fox: Maia vs. Condit               | 27 agosto 2016    | 1     | 1:52  | Vancouver, Canada        | Performance of the Night                                             |
| Vittoria  | 23-6   | Matt Brown             | Sottomissione (rear-naked choke)         | UFC 198: Werdum vs. Miocic                | 14 maggio 2016    | 3     | 4:31  | Curitiba, Brasile        |                                                                      |
| Vittoria  | 22-6   | Gunnar Nelson          | Decisione (unanime)                      | UFC 194: Aldo vs. McGregor                | 12 dicembre 2015  | 3     | 5:00  | Las Vegas, Stati Uniti   |                                                                      |
| Vittoria  | 21-6   | Neil Magny             | Sottomissione (rear-naked choke)         | UFC 190: Rousey vs. Correia               | 1º agosto 2015    | 2     | 2:52  | San Paolo, Brasile       | Performance of the Night                                             |
| Vittoria  | 20-6   | Ryan LaFlare           | Decisione (unanime)                      | UFC Fight Night: Maia vs. LaFlare         | 21 marzo 2015     | 5     | 5:00  | Rio de Janeiro, Brasile  | Viene penalizzato di 1 punto, per essersi buttato al suolo più volte |
| Vittoria  | 19-6   | Alexander Yakovlev     | Decisione (unanime)                      | TUF Brazil 3 Finale: Miocic vs. Maldonado | 31 maggio 2014    | 3     | 5:00  | San Paolo, Brasile       |                                                                      |
| Sconfitta | 18-6   | Rory MacDonald         | Decisione (unanime)                      | UFC 170: Rousey vs. McMann                | 22 febbraio 2014  | 3     | 5:00  | Las Vegas, Stati Uniti   |                                                                      |
| Sconfitta | 18-5   | Jake Shields           | Decisione (non unanime)                  | UFC Fight Night: Maia vs. Shields         | 9 ottobre 2013    | 5     | 5:00  | Barueri, Brasile         |                                                                      |
| Vittoria  | 18-4   | Jon Fitch              | Decisione (unanime)                      | UFC 156: Aldo vs. Edgar                   | 2 febbraio 2013   | 3     | 5:00  | Las Vegas, Stati Uniti   |                                                                      |
| Vittoria  | 17-4   | Rick Story             | Sottomissione (neck crank)               | UFC 153: Silva vs. Bonnar                 | 13 ottobre 2012   | 1     | 2:30  | Rio de Janeiro, Brasile  |                                                                      |
| Vittoria  | 16-4   | Kim Dong-Hyun          | TKO Tecnico (infortunio)                 | UFC 148: Silva vs. Sonnen II              | 7 luglio 2012     | 1     | 0:47  | Las Vegas, Stati Uniti   | Passa ai Pesi Welter                                                 |
| Sconfitta | 15-4   | Chris Weidman          | Decisione (non unanime)                  | UFC on Fox: Evans vs. Davis               | 28 gennaio 2012   | 3     | 5:00  | Chicago, Stati Uniti     |                                                                      |
| Vittoria  | 15–3   | Jorge Santiago         | Decisione (unanime)                      | UFC 136: Edgar vs. Maynard III            | 8 ottobre 2011    | 3     | 5:00  | Houston, Stati Uniti     |                                                                      |
| Sconfitta | 14–3   | Mark Muñoz             | Decisione (unanime)                      | UFC 131: Dos Santos vs. Carwin            | 11 giugno 2011    | 3     | 5:00  | Vancouver, Canada        |                                                                      |
| Vittoria  | 14–2   | Kendall Grove          | Decisione (unanime)                      | TUF: Team GSP vs. Team Koscheck Finale    | 4 dicembre 2010   | 3     | 5:00  | Las Vegas, Stati Uniti   |                                                                      |
| Vittoria  | 13–2   | Mario Miranda          | Decisione (unanime)                      | UFC 118: Edgar vs. Penn 2                 | 28 agosto 2010    | 3     | 5:00  | Boston, Stati Uniti      |                                                                      |
| Sconfitta | 12–2   | Anderson Silva         | Decisione (unanime)                      | UFC 112: Invincible                       | 10 aprile 2010    | 5     | 5:00  | Abu Dhabi, EAU           | Per il titolo dei Pesi Medi UFC                                      |
| Vittoria  | 12–1   | Dan Miller             | Decisione (unanime)                      | UFC 109: Relentless                       | 6 febbraio 2010   | 3     | 5:00  | Las Vegas, Stati Uniti   |                                                                      |
| Sconfitta | 11–1   | Nate Marquardt         | KO (pugno)                               | UFC 102: Couture vs. Nogueira             | 29 agosto 2009    | 1     | 0:21  | Portland, Stati Uniti    |                                                                      |
| Vittoria  | 11–0   | Chael Sonnen           | Sottomissione (triangolo)                | UFC 95: Sanchez vs. Stevenson             | 21 febbraio 2009  | 1     | 2:37  | Londra, Regno Unito      |                                                                      |
| Vittoria  | 10–0   | Nate Quarry            | Sottomissione (rear naked choke)         | UFC 91: Couture vs. Lesnar                | 15 novembre 2008  | 1     | 2:13  | Las Vegas, Stati Uniti   |                                                                      |
| Vittoria  | 9–0    | Jason MacDonald        | Sottomissione (rear naked choke)         | UFC 87: Seek and Destroy                  | 9 agosto 2008     | 3     | 2:44  | Minneapolis, Stati Uniti |                                                                      |
| Vittoria  | 8–0    | Ed Herman              | Sottomissione (triangolo)                | UFC 83: Serra vs St-Pierre 2              | 19 aprile 2008    | 2     | 2:27  | Montréal, Canada         |                                                                      |
| Vittoria  | 7–0    | Ryan Jensen            | Sottomissione (rear naked choke)         | UFC 77: Hostile Territory                 | 20 ottobre 2007   | 1     | 2:40  | Cincinnati, Stati Uniti  | Debutto in UFC                                                       |
| Vittoria  | 6–0    | Ryan Stout             | KO Tecnico (infortunio alla spalla)      | GFC: Evolution                            | 19 maggio 2007    | 1     | 1:54  | Columbus, Stati Uniti    |                                                                      |
| Vittoria  | 5–0    | Fabio Nascimento       | Sottomissione (ghigliottina)             | Super Challenge 1                         | 7 ottobre 2006    | 1     | 0:35  | Rio de Janeiro, Brasile  | Vince il torneo Super Challenge 83 kg                                |
| Vittoria  | 4–0    | Gustavo Machado        | Decisione (unanime)                      | Super Challenge 1                         | 7 ottobre 2006    | 2     | 5:00  | Rio de Janeiro, Brasile  |                                                                      |
| Vittoria  | 3–0    | Vitelmo Kubis Bandeira | Sottomissione (rear naked choke)         | Super Challenge 1                         | 7 ottobre 2006    | 1     | 3:30  | Rio de Janeiro, Brasile  |                                                                      |
| Vittoria  | 2–0    | Łukasz Chlewicki       | Sottomissione (armbar)                   | The Cage Vol. 4: Redemption               | 3 dicembre 2005   | 1     | 4:22  | Helsinki, Finlandia      |                                                                      |
| Vittoria  | 1–0    | Raul Sosa              | KO Tecnico (pugni)                       | Tormenta en el Ring                       | 21 settembre 2001 | 1     | 0:48  | Caracas, Venezuela       |                                                                      |

## Altre competizioni
Maia compete in tornei anche al di fuori delle arti marziali miste.
Nel 2007 ha vinto l'ADCC Submission Wrestling World Championship negli Stati Uniti, torneo di arti marziali dove si predilige il grappling a fronte dello striking (colpi) e dove ha sconfitto anche Yushin Okami.
In un'altra competizione di grappling ha sconfitto Gabriel Gonzaga.